# Liste der Chief Minister von Kerala
Die folgenden Tabellen listen die Chief Minister von Kerala und seiner Vorgängerstaaten Cochin, Travancore und Travancore-Cochin seit der Unabhängigkeit Indiens mit Amtszeit und Parteizugehörigkeit auf.

## Chief Minister von Cochin
| # | Name                     | Amtsantritt        | Ende der Amtszeit  | Partei |
| - | ------------------------ | ------------------ | ------------------ | ------ |
| 1 | Panampilly Govinda Menon | 1. September 1947  | Oktober 1947       |        |
| 2 | T. K. Nair               | 27. Oktober 1947   | 19. September 1948 |        |
| 3 | E. Ikkanda Warrier       | 20. September 1948 | 30. Juni 1949      |        |

## Chief Minister von Travancore
| # | Name                   | Amtsantritt      | Ende der Amtszeit | Partei                     |
| - | ---------------------- | ---------------- | ----------------- | -------------------------- |
| 1 | P. G. N. Unnithan      | August 1947      | März 1948         |                            |
| 2 | Pattom A. Thanu Pillai | 24. März 1948    | 19. Oktober 1948  | Indischer Nationalkongress |
| 3 | T. K. Narayana Pillai  | 20. Oktober 1948 | 30. Juni 1949     | Indischer Nationalkongress |

## Chief Minister von Travancore-Cochin
| # | Name                     | Amtsantritt      | Ende der Amtszeit | Partei                     |
| - | ------------------------ | ---------------- | ----------------- | -------------------------- |
| 1 | T. K. Narayana Pillai    | 1. Juli 1949     | Januar 1951       | Indischer Nationalkongress |
| 2 | C. Kesavan               | Januar 1951      | 11. März 1952     | Indischer Nationalkongress |
| 3 | A. J. John               | 12. März 1952    | 15. März 1954     | Indischer Nationalkongress |
| 4 | Pattom A. Thanu Pillai   | 16. März 1954    | 9. Februar 1955   | Praja Socialist Party      |
| 5 | Panampilly Govinda Menon | 10. Februar 1955 | 22. März 1956     | Indischer Nationalkongress |
|   | (President’s rule)       | 23. März 1956    | 4. April 1957     |                            |

## Chief Minister von Kerala
| #  | Name                         | Amtsantritt        | Ende der Amtszeit  | Partei                               |
| -- | ---------------------------- | ------------------ | ------------------ | ------------------------------------ |
| 1  | E. M. Sankaran Namboodiripad | 5. April 1957      | 30. Juli 1959      | Communist Party of India             |
|    | (President’s rule)           | 31. Juli 1959      | 21. Februar 1960   |                                      |
| 2  | Pattom A. Thanu Pillai       | 22. Februar 1960   | 24. September 1962 | Praja Socialist Party                |
| 3  | R. Sankar                    | 25. September 1962 | 9. September 1964  | Indischer Nationalkongress           |
|    | (President’s rule)           | 10. September 1964 | 5. März 1967       |                                      |
| 4  | E. M. Sankaran Namboodiripad | 6. März 1967       | 31. Oktober 1969   | Communist Party of India             |
| 5  | C. Achutha Menon             | 1. November 1969   | 3. August 1970     | Communist Party of India             |
|    | (President’s rule)           | 4. August 1970     | 3. Oktober 1970    |                                      |
| 6  | C. Achutha Menon             | 4. Oktober 1970    | 10. April 1977     | Communist Party of India             |
| 7  | K. Karunakaran               | 11. April 1977     | 24. April 1977     | Indischer Nationalkongress           |
| 8  | A. K. Antony                 | 25. April 1977     | 28. Oktober 1978   | Indischer Nationalkongress           |
| 9  | P. K. Vasudevan Nair         | 29. Oktober 1978   | 10. Oktober 1979   | Communist Party of India             |
| 10 | C. H. Mohammed Koya          | 11. Oktober 1979   | 4. Dezember 1979   | Muslim League Kerala State Committee |
|    | (President’s rule)           | 5. Dezember 1979   | 24. Januar 1980    |                                      |
| 11 | E. K. Nayanar                | 25. Januar 1980    | 19. Oktober 1981   | Communist Party of India (Marxist)   |
|    | (President’s rule)           | 20. Oktober 1981   | 27. Dezember 1981  |                                      |
| 12 | K. Karunakaran               | 28. Dezember 1981  | 16. März 1982      | Indian National Congress-Indira      |
|    | (President’s rule)           | 17. März 1982      | 23. Mai 1982       |                                      |
| 13 | K. Karunakaran               | 24. Mai 1982       | 25. März 1987      | Indian National Congres-Indira       |
| 14 | E. K. Nayanar                | 26. März 1987      | 23. Juni 1991      | Communist Party of India (Marxist)   |
| 15 | K. Karunakaran               | 24. Juni 1991      | 21. März 1995      | Indischer Nationalkongress           |
| 16 | A. K. Antony                 | 22. März 1995      | 19. Mai 1996       | Indischer Nationalkongress           |
| 17 | E. K. Nayanar                | 20. Mai 1996       | 17. Mai 2001       | Communist Party of India (Marxist)   |
| 18 | A. K. Antony                 | 18. Mai 2001       | 30. August 2004    | Indischer Nationalkongress           |
| 19 | Oommen Chandy                | 31. August 2004    | 17. Mai 2006       | Indischer Nationalkongress           |
| 20 | V. S. Achuthanandan          | 18. Mai 2006       | 14. Mai 2011       | Communist Party of India (Marxist)   |
| 21 | Oommen Chandy                | 18. Mai 2011       | 25. Mai 2016       | Indischer Nationalkongress           |
| 22 | Pinarayi Vijayan             | 25. Mai 2016       | im Amt             | Communist Party of India (Marxist)   |